# Грігореука (Синжерейський район)
Грігореука (рум. Grigorăuca) — село у Синжерейському районі Молдови. Адміністративний центр однойменної комуни, до складу якої також входять села Козешть та Петропавловка.

## Населення
За даними перепису населення 2004 року у селі проживали 1538 осіб.
Національний склад населення села:
| Національність       | Кількість осіб | Відсоток   |
| -------------------- | -------------- | ---------- |
| українці             | 854            | 55,5%      |
| молдавани румуни     | 606 6          | 39,4% 0,4% |
| росіяни              | 65             | 4,2%       |
| гагаузи              | 3              | 0,2%       |
| болгари              | 1              | 0,1%       |
| інша / без відповіді | 3              | 0,2%       |
| Всього               | 1538           | 100%       |